# Curium (magazine)
Pour les articles homonymes, voir Curium (homonymie).
Curium est un magazine québécois pour les 14-17 ans. Il est le dernier-né de la famille des Débrouillards.
Lancé en août 2014, il vient compléter la série composée par Les Explorateurs (6-9 ans) et Les Débrouillards (10-14 ans) et vise à faire le pont vers l’âge adulte.
À la différence des Débrouillards, le nouveau magazine ne veut pas se limiter à la science, mais s’inscrire dans la vie des adolescents. « C'est une période où on se pose beaucoup de questions sur notre vie quotidienne, nos relations, notre place dans la société. Donc, on a fait une place importante à des questions plus sociales, plus éthiques [...] On avait envie de leur offrir un outil de réflexion qui va les aider à trouver leur place dans la société » expliquait la rédactrice en chef Noémie Larouche au moment du lancement.
Le magazine vit essentiellement du format papier, tout comme ses deux compagnons.
Sa naissance est le résultat d’une réflexion de plusieurs années au sein de l’équipe des Débrouillards : ce dernier perd ses lecteurs lorsqu’ils arrivent à l’adolescence, sans qu’il n’existe d’autres publications au Québec vers lesquelles ils puissent se tourner. Le pari n’en est pas moins risqué, les adolescents représentant « un public plus difficile à rejoindre », déclarait en 2014 l’éditeur des Publications BLD et fondateur des Débrouillards, Félix Maltais.
Curium a également été lancé dans une période où Les Débrouillards et Les Explorateurs sont financièrement en bonne santé, à contre-courant d’une bonne partie du milieu des magazines québécois,.
Devenu mensuel en janvier 2015, Curium a abordé des thématiques telles que les changements climatiques, les pirates informatiques, les jeunes radicalisés, les Youtubeurs ou les frontières. Chaque numéro comporte un dossier, des reportages et de nombreuses capsules abondamment illustrées, des BD, un test, en plus d’un appel lancé aux jeunes pour nourrir le blogue. 